# Gustavo Bordicio
Gustavo Osvaldo Bordicio (Santiago Temple, Córdoba, Argentina; 22 de julio de 1977) es un futbolista argentino. Juega de defensor y su equipo actual es Ben Hur que disputa el Torneo Argentino B.

## Trayectoria
En 2005 ficha por Godoy Cruz de Mendoza, club con el cual ese mismo año gana el Torneo de la Primera B Nacional 2005/06.

## Clubes
| Club                    | País      | Año         |
| ----------------------- | --------- | ----------- |
| Belgrano (C)            | Argentina | 1999 - 2003 |
| Olimpo                  | Argentina | 2003 - 2004 |
| Racing (C)              | Argentina | 2004 - 2005 |
| Godoy Cruz              | Argentina | 2005 - 2006 |
| Instituto (C)           | Argentina | 2006 - 2007 |
| Tiro Federal            | Argentina | 2007 - 2008 |
| Sarmiento (J)           | Argentina | 2008 - 2009 |
| Gral. Paz Juniors (C)   | Argentina | 2009 - 2010 |
| Cipolletti              | Argentina | 2010        |
| Villa Mitre             | Argentina | 2011        |
| Gral. Paz Juniors (C)   | Argentina | 2011 - 2012 |
| Gimnasia y Esgrima (M)  | Argentina | 2012 - 2013 |
| Ben Hur                 | Argentina | 2013 - 2014 |
| Gral. Paz Juniors (C)   | Argentina | 2014 - 2015 |
| Sportivo 9 de Julio (C) | Argentina | 2015 - 2017 |

## Palmarés

### Campeonatos nacionales
| Título                   | Club       | País      | Año  |
| ------------------------ | ---------- | --------- | ---- |
| Primera B Nacional (Ap.) | Godoy Cruz | Argentina | 2005 |